# AL 333
AL 333 («Первое семейство», англ. First Family) — находка многочисленных зубов и фрагментов костей австралопитека афарского, сделанная в 1975 году группой палеонтологов под руководством Дональда Джохансона в Хадаре (Эфиопия). В коллекции представлены останки как минимум 13 особей, которые погибли и были захоронены одновременно около 3,2 млн лет назад. Вместе с находкой «Люси», сделанной в том же районе годом ранее, «первое семейство» является одной из самых выдающихся находок в истории палеоантропологии.

## История

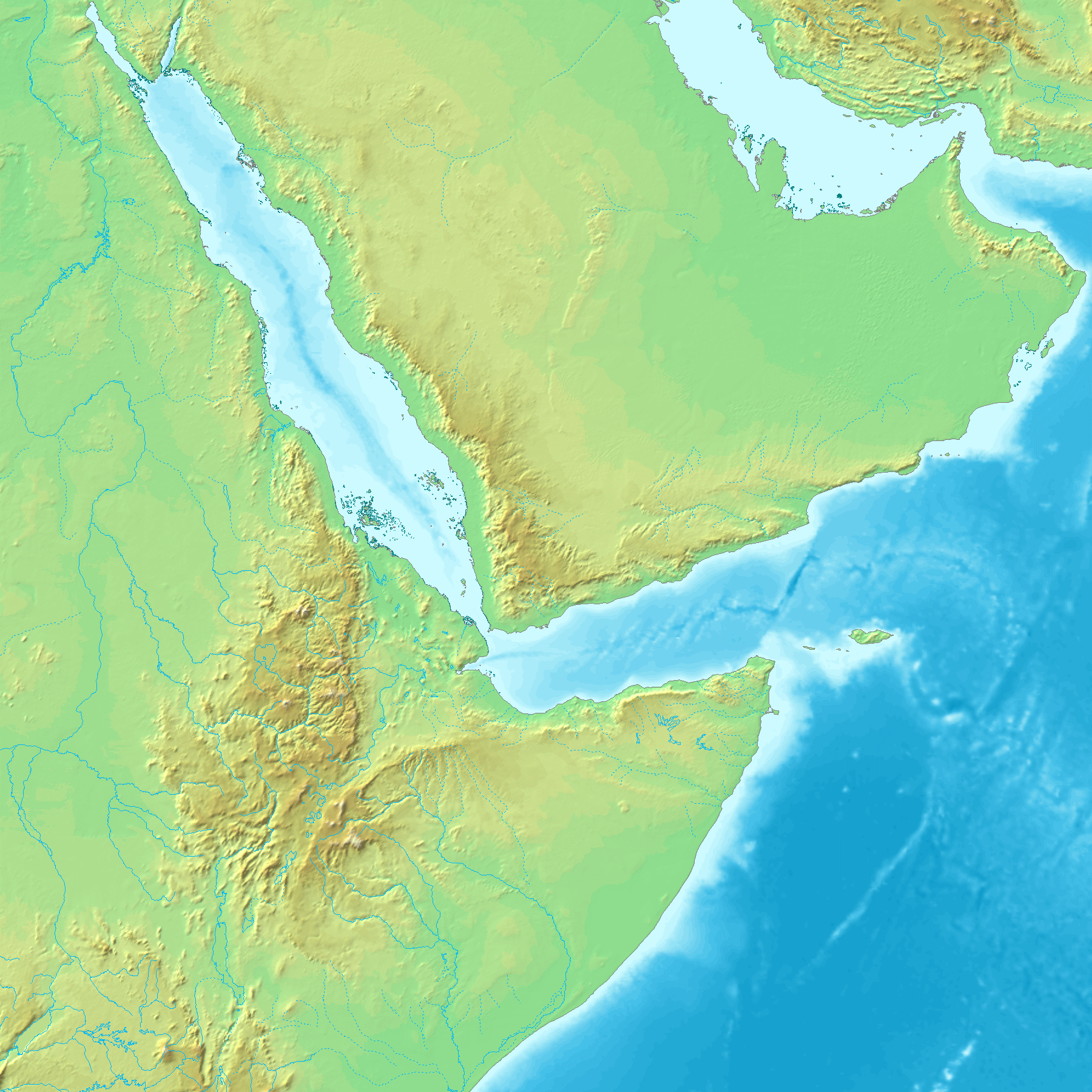
Афарский треугольник

В конце 1960-х годов французский палеоантрополог Морис Тайеб начал палеонтологическую разработку малоисследованного северного района Эфиопии, известного как Афарский треугольник или Афарская депрессия, которая является самой низменной территорией страны и одной из самых низменных территорий Африки. В 1972 году Тайеб пригласил французского палеонтолога Ива Коппенса, американского геолога Йона Кальба и американского антрополога Дональда Джохансона исследовать район с точки зрения его палеонтологической перспективности. Эта группа, получившая название «Международная афарская исследовательская экспедиция» (International Afar Research Expedition, IARE), начала изучение расположенной в этом районе осадочной формации Хадар (названа по имени деревни Хадар).
Исторически Афарский треугольник был мало исследован ввиду его удалённости, отсутствия дорог и сложной политической ситуации в регионе. Формация Хадар — это выходящий на поверхность 200-метровый слой геологических отложений, покрывавший значительный период времени и богатый костными останками различных животных. Кроме того, здесь были обнаружены полевые шпаты и вулканические стёкла, позволявшие установить точный возраст близлежащих геологических слоёв.
С 1973 по 1977 год экспедиция обнаружила 250 окаменелостей, относящихся к древним гоминидам. Самой известной хадарской находкой стала «Люси», наиболее полный из когда-либо найденных скелетов австралопитека. В 1975 году сенсационная находка была сделана в другом месте той же формации, получившем название AL 333. Это были 216 фрагментов как минимум 13 особей, которые, по всей видимости, жили группой и погибли одновременно. Находка получила название «Первое семейство».

## Результаты исследований

### Характеристика находок
Из 216 образцов 197 были найдены на поверхности и 19 в грунте на глубине до 80 см. В дальнейшем были обнаружены ещё 23 фрагмента посткраниального скелета и 3 образца челюстей и зубов. Найденные 242 фрагмента хорошей сохранности принадлежали как минимум 17 особям (9 взрослых, 3 подростка и 5 детёнышей).
В 2000 году на том же участке были найдены кости плюсны с признаками продольного и поперечного сводов стопы, свидетельствовавших о выпрямленной двуногой походке австралопитека афарского.

### Датировка
Обнаружение останков в одном геологическом слое в непосредственной близости друг от друга свидетельствовали об одновременном захоронении. Благодаря тому, что останки располагались между двумя слоями вулканических туфов, точно датированных калий-аргоновым методом, удалось установить, что возраст останков лежит в пределах 3,18—3,21 млн лет.

### Причина смерти
Уникальный случай, когда останки большого количества особей найдены в одном месте и в одном и том же осадочном слое, породил массу предположений о причинах смерти «первого семейства». Наиболее популярной была гипотеза о том, что группа австралопитеков, находившаяся в глубоком овраге, была застигнута врасплох мощным потоком, вызванным внезапно начавшимся ливнем. В дальнейшем тщательное изучение места находки позволило отвергнуть эту гипотезу. Было также поставлено под сомнение предположение о нападении крупных кошек, так как на костях не обнаружено характерных повреждений от зубов и когтей хищников. Кроме того, обсуждалась возможность пищевого отравления, но Джохансон считает это предположение маловероятным, так как австралопитеки были вегетарианцами.

### Видовая принадлежность
Были высказаны сомнения по поводу принадлежности всех найденных особей к одному и тому же виду. Некоторые исследователи считают, что останки оказались в одном месте случайно, и приматы, которым они принадлежали, не обязательно составляли группу.
Измерение размеров и пропорций костей, в частности, наиболее крупных (плечевых и бедренных) и сравнение их с соответствующими костями «Люси» привели исследователей к убеждению, что все кости «первого семейства» принадлежали особям австралопитека афарского.

### Половой диморфизм
Основная масса найденных окаменелостей составляют зубы и фрагменты челюстей, однако наличие плечевых и бедренных костей позволяло судить о различиях между самцами и самками. Первые исследования вопреки ожиданиям показали, что половой диморфизм австралопитека афарского сходен с человеческим. Некоторые палеонтологи не были согласны с этим выводом, считая что различия в размерах костей AL 333 вызваны разницей в возрасте. Сравнение костей AL 333 с костями, найденными в других местах, где были обнаружены останки самок, позволили установить, что по половому диморфизму австралопитеки скорее близки к гориллам, самцы которых значительно больше по размерам и массивнее самок.